# Thỏa thuận hợp tác kinh tế Indonesia–Nhật Bản
Thỏa thuận hợp tác kinh tế Indonesia–Nhật Bản là một thỏa thuận song phương được ký kết giữa Indonesia và Nhật Bản vào ngày 20 tháng 8 năm 2007 và có hiệu lực kể từ ngày 1 tháng 7 năm 2008. Được khởi xướng bởi Thủ tướng Nhật Bản Koizumi Junichirō, đây là hiệp định thương mại tự do song phương đầu tiên của Indonesia. Từ năm 2013, Indonesia đã yêu cầu xem xét lại các điều khoản của thỏa thuận và các cuộc đàm phán hiện đang được tiến hành.

## Hiệp định
Thỏa thuận có các điều khoản liên quan đến tự do trong thương mại hàng hóa và dịch vụ giữa hai nước thông qua việc xóa bỏ thuế quan, đồng thời điều chỉnh các quy tắc đầu tư để thu hút các nhà đầu tư Nhật Bản đến với Indonesia. Thỏa thuận cũng bao gồm nhiều điều khoản cụ thể như quyền sở hữu trí tuệ, thủ tục hải quan cũng như tài nguyên năng lượng, tài nguyên khoáng sản. Thỏa thuận cũng tạo điều kiện cho một số y tá Indonesia có cơ hội làm việc tại Nhật Bản.

## Lịch sử
Một thỏa thuận thương mại giữa Nhật Bản và các nước Đông Nam Á (bao gồm cả Indonesia) đã được Thủ tướng Nhật Bản Koizumi Junichirō đề xuất trong chuyến thăm Jakarta vào tháng 1/2002, khi ông có chuyến viếng thăm xã giao với Tổng thống Indonesia Megawati Sukarnoputri. Các cuộc đàm phán tiếp theo tiếp tục được xúc tiến giữa hai bên khi Megawati đến thăm Tokyo vào tháng 6 năm 2003. Sau một thời gian gián đoạn do cuộc bầu cử tổng thống Indonesia năm 2004 khi Susilo Bambang Yudhoyono lên thay Megawati, tiến trình của thỏa thuận tiếp tục được nối lại vào tháng 12 năm đó khi cả hai nước đồng ý thành lập một "nhóm nghiên cứu" nhằm khảo sát một hiệp định thương mại tự do tiềm năng. Kết quả của nhóm nghiên cứu chính thức được công bố vào tháng 5 năm 2005, khuyến nghị các cuộc đàm phán nên được tiến hành song song với thỏa thuận giữa Nhật Bản và ASEAN.
Một thông cáo chung sau cuộc họp của Yudhoyono và Koizumi vào ngày 2 tháng 6 năm 2005 chính thức khởi đầu cho tiến trình đàm phán. Đến tháng 11 năm 2006, cả hai chính phủ đều tuyên bố rằng họ đã đạt được một thỏa thuận "về nguyên tắc", mặc dù vòng đàm phán thứ bảy và cuối cùng sẽ chỉ diễn ra vào tháng 6 năm 2007. Nội các Nhật Bản sau đó đã thông qua các điều khoản của thỏa thuận vào ngày 10 tháng 8, tiền đề cho việc ký kết thỏa thuận diễn ra vào ngày 20 tháng 8 năm 2007 tại Jakarta. Hiệp ước chính thức có hiệu lực vào ngày 1 tháng 7 năm 2008. Đó là hiệp định thương mại tự do song phương đầu tiên của Indonesia.

### Đàm phán
Theo một phần của thỏa thuận, quá trình đánh giá tổng thể sẽ được tiến hành bắt buộc trong vòng năm năm và chính phủ Indonesia đã yêu cầu một cuộc đánh giá vào năm 2013. Bắt đầu từ năm 2015, cả hai nước đồng ý đàm phán lại các điều khoản của thỏa thuận, khi phía Indonesia (dưới thời Tổng thống Joko Widodo) dự định cho phép các nhà đầu tư Nhật Bản tăng cường đầu tư vào cơ sở hạ tầng tại Indonesia. Các cuộc đàm phán tiếp tục trong suốt hai năm 2018 và 2019, với mục tiêu ban đầu là sẽ hoàn thành và thống nhất vào cuối năm 2019. Kể từ tháng 1 năm 2020, các cuộc đàm phán vẫn tiếp tục trên một thỏa thuận mới.